# Jean Washer
Jean Washer, né le 22 août 1894 à Berchem (Anvers) et mort le 23 mars 1972 à Genève, est un ancien joueur de tennis belge des années 1920. Il est le père du joueur Philippe Washer.

## Biographie
Il appartenait à une famille d'industriels du textile de la région bruxelloise. 
Pendant la Première Guerre mondiale, il atteint le grade de lieutenant
Il a eu quatre fils : Edouard né en 1921, Paul né en 1922, Philippe né en 1924, et Jacques, décédé le 7 octobre 1979 à Athènes dans l'accident d'avion Swissair Flight 316 .
Après la Seconde Guerre mondiale, il se retire à Genève et entraîne son fils Philippe qui deviendra un grand champion de tennis.

## Carrière
Il commence à jouer au tennis après la guerre et rejoint le Royal Léopold Club de Bruxelles. 
En 1919, il a pris part aux Jeux Inter-Alliés pour les soldats à Paris mais a été éliminé au premier tour. Il a également participé aux Jeux olympiques de 1920 à Anvers avec Anne de Borman, et en 1924 à Paris. Il fit son meilleur résultat en huitièmes de finale en simple en 1924.
Sa meilleure année fut 1923, quand il a terminé no 9 mondial. En 1924, il a atteint les quarts de finale à Wimbledon à la suite de sa victoire sur Norman Brookes (6-2, 7-5, 6-4). Il perd contre René Lacoste (6-1, 5-7, 6-4, 6-2). En 1925 est demi-finaliste à Roland-Garros en battant Henri Cochet (8-6, 8-6, 6-4) mais il perd contre Jean Borotra (6-2, 6-1, 6-3). Il y est aussi quart de finaliste en 1926.
Il remporte 8 fois de 1920 à 1927 les Championnats de Belgique individuels outdoor et 7 fois en double de 1919 à 1925. Il a joué en Coupe Davis entre 1921 et 1927 avec la Belgique.
En 1922 au Racing Club de Bruxelles il bat Henri Cochet puis Jean Borotra et en 1924 il domine René Lacoste au Léopold Club puis Henri Cochet sur la Côte d'Azur.
C'est un gaucher au service puissant avec un bon smash et un coup droit lifté rapide.

## Palmarès

### Titres en simple
- 1914 : Bruxelles, bat Willy le Maire de Warzée d'Hermalle (6-4, 6-3, 6-1)
- 1920 : Knokke, bat Victor de Laveleye (7-5, 3-6, 6-3, 7-5)
- 1925 : Championnat international de Belgique, bat Henri Laloux (6-2, 6-0, 6-3)
- 1926 : Ostende, bat Antoine Gentien (6-2, 2-6, 6-0, 4-6, 7-5)

### Finales en simple
- 1921 : Championnat du monde sur terre battue, perd contre Bill Tilden (6-3, 6-3, 6-3)
- 1923 : Championnat du monde sur terre battue, perd contre Bill Johnston (4-6, 6-2, 6-2, 4-6, 6-3)
- 1924 : Championnat du sud de la France, perd contre René Lacoste (6-1, 6-0, 3-6, 7-9, 6-3)
- 1926 : Cernobbio, perd contre Hans Moldenhauer (6-3, 7-5, 6-3)